# Шеол (божество)
Шеол (фінік. , «труна») — фінікійська (угаритська, ханаанська) богиня потойбічного світу та царства мертвих. У деяких фінікійських джерелах позначає саме потойбіччя, а не окрему богиню.
Донька Ела й Астарти, сестра Аната. Була вбита батьком ще в дитинстві. Потрапивши до потойбічного світу вийшла заміж за його володаря і водночас власного брата Мота.
Основним джерелом щодо фінікійської богині потойбіччя (саме її персоніфікованої версії) є угаритські тексти. Ймовірно, була ханаанською версією хуритської богині Шували, з аналогічними функціями.
У юдаїзмі (а саме в текстах Старого заповіту) поняття «шеол» позначає потойбічний світ, пекло або просто кладовище. Проте наразі немає достатньо доказів, щоби пов'язати фінікійську богиню Шеол, хуритську богиню Шувалу та загальносемітське слово на позначення потойбіччя «шеол».